# Luis Artime
Luis Artime (Parque Civit, Mendoza, 2 de desembre de 1938) és un ex futbolista argentí dels anys 60.
Destacat golejador, fou quatre cops màxim realitzador a la lliga argentina, tres a la uruguaiana i un més a la Copa Libertadores el 1971.
Començà la seva carrera al Club Atlético Atlanta però el 1959 fou traspassat a River Plate. El 1966 fitxà per Independiente on guanyà el campionat Nacional de 1967.
L'any 1969 es traslladà al Brasil on jugà a Palmeiras, però no hi romangué molt de temps i aviat marxà a Nacional de l'Uruguai. Al club de Montevideo guanyà tres lligues i una Copa Libertadores. El 1972 tornà al Brasil per jugar a Fluminense, i acabà la seva carrera de nou a Nacional el 1974.
Disputà 25 partits amb la selecció argentina i marcà 24 gols. Disputà el Mundial de 1966 i el Campionat de Sud-amèrica de 1967.

## Palmarès
- Campionat argentí de futbol: 
  - Nacional 1967
- Lliga uruguaiana de futbol: 
  - 1969, 1970, 1971
- Copa Libertadores: 
  - 1971
- Copa Intercontinental de futbol: 
  - 1971
- Màxim golejador del campionat argentí de futbol:
  - 1962, 1963, 1966, Nacional 1967
- Màxim golejador de la lliga uruguaiana de futbol:
  - 1969, 1970, 1971
- Màxim golejador del Campionat Sud-americà de 1967

## Referències

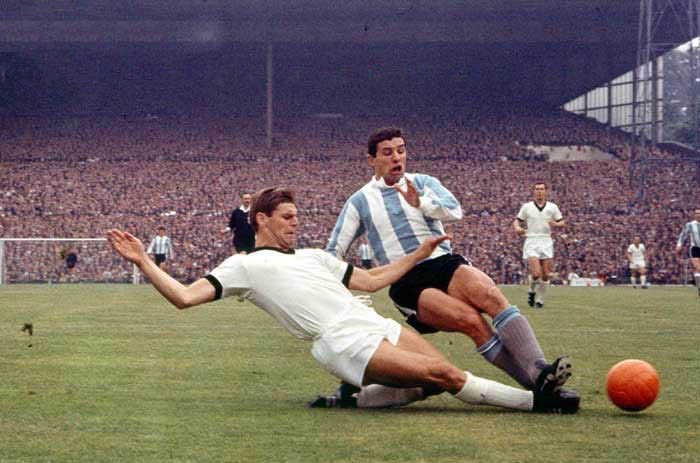
Wolfgang Weber i Luis Artime en un partit del Mundial 1966.